# Banksia ionthocarpa
Banksia ionthocarpa är en tvåhjärtbladig växtart. Banksia ionthocarpa ingår i släktet Banksia och familjen Proteaceae.

## Underarter
Arten delas in i följande underarter:
- B. i. chrysophoenix
- B. i. ionthocarpa